# Florica Lavric
Florica Lavric   (Copălău, 7 de gener de 1962 - Bucarest, 20 de juny de 2014) fou una remadora romanesa que va competir durant la dècada de 1980.
El 1984 va prendre part en els Jocs Olímpics de Los Angeles, on guanyà la medalla d'or en la competició del quatre amb timoner del programa de rem. Formà equip amb Chira Apostol, Olga Homeghi-Bularda, Viorica Ioja i Maria Tanasa-Fricioiu. En el seu palmarès també destaquen dues medalles de plata i una de bronze al Campionat del món de rem.